# Siphona paludosa
Siphona paludosa là một loài ruồi trong họ Tachinidae.